# Bra (Friol)
Bra (llamada oficialmente San Martiño de Bra) es una parroquia y un lugar español del municipio de Friol, en la provincia de Lugo, Galicia.

## Organización territorial
La parroquia está formada por cinco entidades de población:

### Entidades de población
Entidades de población que forman parte de la parroquia:
- Bra
- Camposa (A Camposa)
- San Martín (San Martiño)

### Despoblados
Despoblados que forman parte de la parroquia:
- Cafúa (A Cafúa)
- Os Campos

## Demografía

### Parroquia
| Gráfica de evolución demográfica de Bra (parroquia) entre 2000 y 2019 |
|                                                                       |
| Datos según el nomenclátor publicado por el INE.                      |

### Lugar
| Gráfica de evolución demográfica de Bra (lugar) entre 2000 y 2019 |
|                                                                   |
| Datos según el nomenclátor publicado por el INE.                  |